# Phú Quốc
Phú Quốc [fǔ kúək] ist die größte Insel Vietnams und liegt im Golf von Thailand (Golf von Siam). Phú Quốc hat eine Fläche von 568 km² und etwa 70.000 Einwohner. Der Hauptort der Insel ist das an der Westküste gelegene Dương Đông.
Im Vergleich zu anderen vietnamesischen Inseln hat Phú Quốc eine sehr gute Infrastruktur, denn neben dem Internationalen Flughafen Phú Quốc gibt es mehrere Häfen, einige asphaltierte Straßen, aber auch nichtasphaltierte breite Staubpisten, Banken, ein Krankenhaus, eine Post- und Polizeistation und einen kleinen sehenswerten Markt.

## Verwaltung
Zusammen mit einigen Nebeninseln sowie der Inselgruppe Thổ Chu bildet Phú Quốc den gleichnamigen Landkreis der Provinz Kiên Giang.

## Geographie
Die Insel liegt ca. 40 km vor der Südwestküste Vietnams, ist 48 km lang und zwischen 3 und 28 km breit. Näher gelegen ist jedoch das nur 12 km entfernte kambodschanische Festland mit dem Kardamomgebirge (Chuor Phnom Krâvanh). Mit diesem bildet es eine gemeinsame Ökoregion. Benachbart ist auch die kambodschanische Insel Kaôh Sès in einer Entfernung von 4 km. Die höchsten mit Regenwald bedeckten Erhebungen im Norden und Osten der Insel erreichen Höhen bis zu 600 Meter (Mont Chúa 603 Meter).

## Geschichte
Ebenso wie die Inselgruppe Côn Đảo hat auch Phú Quốc (historischer Khmer-Name: Koh Trol (កោះត្រល់ Kaoh Tral)) eine leidvolle Vergangenheit als Inselstraflager. Die Franzosen bauten im Süden der Insel einen Gefängniskomplex, der später von den Amerikanern und der von diesen unterstützten südvietnamesischen Regierung übernommen wurde. Sie trägt den Namen „Coconut Tree Prison“. Heute ist die Anlage ein Museum. Nach dem Fall Saigons im Jahre 1975 geriet die Insel noch einmal in die Schlagzeilen der Weltöffentlichkeit. Die Roten Khmer (Khmer rouge) unter der Führung Pol Pots beanspruchten die Insel als ihr originäres Staatsgebiet und unternahmen zahlreiche Angriffe gegen die vietnamesische Bevölkerung auf der Insel. Nicht zuletzt diese Grenzverletzungen führten Ende 1978 zum vietnamesisch-kambodschanischen Krieg, der zur Eroberung Kambodschas durch die Vietnamesen und zum Ende der mörderischen Herrschaft der Roten Khmer führte.

## Städte
Auf Phú Quốc gibt es nur wenige größere Ansiedlungen wie
- Dương Đông (ca. 15.000 Einwohner)
- An Thới
- Hàm Ninh

## Tierwelt
Der auf Phú Quốc einheimische Phu Quoc Ridgeback ist Vietnams Jagdhund. Besonderheit dieser Rasse ist das Fell auf dem Rücken, das die Form eines Ridges bildet; das heißt, die Haare wachsen entgegengesetzt der normalen Haarwuchsrichtung.

## Sehenswürdigkeiten
- Seit 2001 sind weite Teile der Insel, insbesondere der gebirgige und bewaldete Norden, zum Nationalpark erklärt. Auf den vorhandenen Straßen bzw. Staubpisten kann man gut durch diese noch fast unberührte Wildnis fahren und die üppigen und ruhigen Urwälder genießen.
- Wenige Kilometer südlich von Dương Đông befinden sich zwei Quellen (Suoi Da Ban und Suối Tranh), diese laden mit klaren Wasserstrudeln und -becken zum Baden, aber auch zum Picknicken ein. Jedoch sind sie schlecht an die Infrastruktur angebunden. Manchmal sind diese auch bei Einheimischen beliebten Ausflugsziele aber nahezu ausgetrocknet (wie im Mai 2010).
- Im Coconut Tree Prison, einem der größten Gefängnisse im Vietnamkrieg, wurden Szenen aus dem Gefängnisleben im Vietnamkrieg mit Figuren nachgestellt.
- Das Vinpearl Land, ein riesiger Freizeitpark, lockt mit Fahrgeschäften, Wasserpark und Einkaufsmeile Besucher an. Tickets können für den Freizeitpark oder in Kombination mit dem Vinpearl Safaripark erworben werden.
- Fabriken der bekannten Fischsoße (Nước Mắm) bieten Führungen an, bei welchen interessierte Besucher den Herstellungsprozess der Fischsoße kennenlernen können.
- Ebenfalls bekannt ist Phu Quoc für seinen Pfeffer. Die Plantagenbesitzer führen Besucher gerne durch die Plantage und bieten frischen Pfeffer zum Testen an.[2]
- Seit 2018 Verbindung mit der Insel Hòn Thơm durch die längste Seilbahn der Welt (Seilbahn Hòn Thơm).

## Wirtschaft

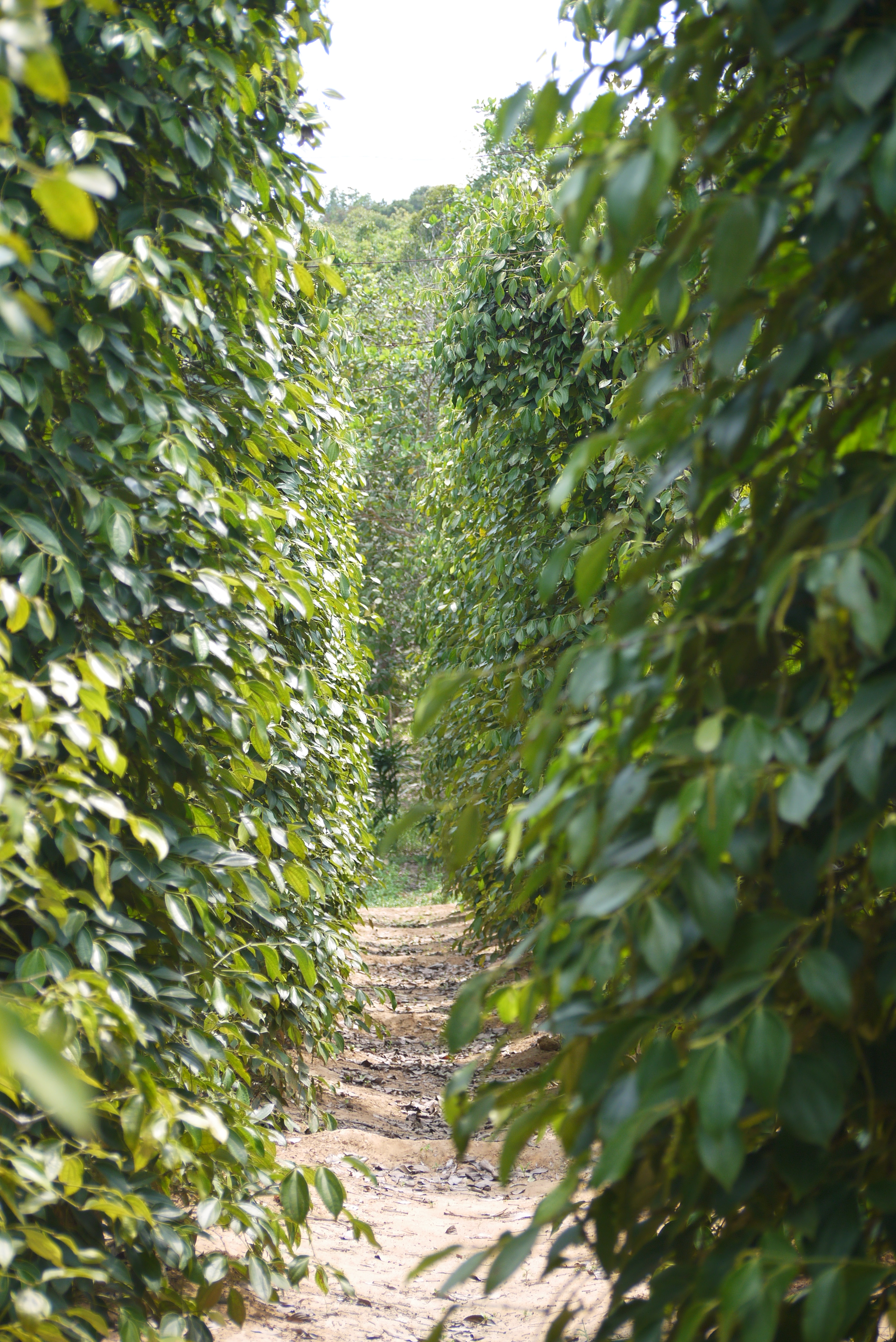
Pfefferanbau auf Phu Quoc

Neben der traditionell vorhandenen Landwirtschaft und Fischereiwirtschaft spielt der Tourismus eine zunehmend wichtige Rolle. Insbesondere auf der Westseite der Insel wird die Tourismusinfrastruktur deutlich ausgebaut.

## Verkehr
- Per Flugzeug: Es gibt täglich nationale Flüge von Hanoi, Saigon, Can Tho und Rạch Giá aus. Die Flugzeit Saigon – Phú Quốc-International beträgt ca. eine Stunde. Internationale Direktflüge gibt es ab Thailand (Bangkok), Südkorea (Seoul) und China (Shanghai, Guangzhou, Kunming)[3]

- Per Schiff: Zwischen Rạch Giá, Ha Tien und An Thới verkehren täglich Schnellboote. Die Überfahrt dauert ca. eineinhalb bis zweieinhalb Stunden.

- Per Seilbahn: Zwischen der Ferieninsel Hòn Thơm und Phú Quốc verkehrt seit 4. Februar 2018 die längste Seilbahn der Welt. Die von der Firma Doppelmayr gebaute 3S Hòn Thơm übertrifft mit ihrer Länge von 7.899,9 Metern den aktuellen Rekord der ebenfalls in Vietnam erbauten 3S-Bahn Fansipan Legend um knapp eineinhalb Kilometer.

## Bildergalerie

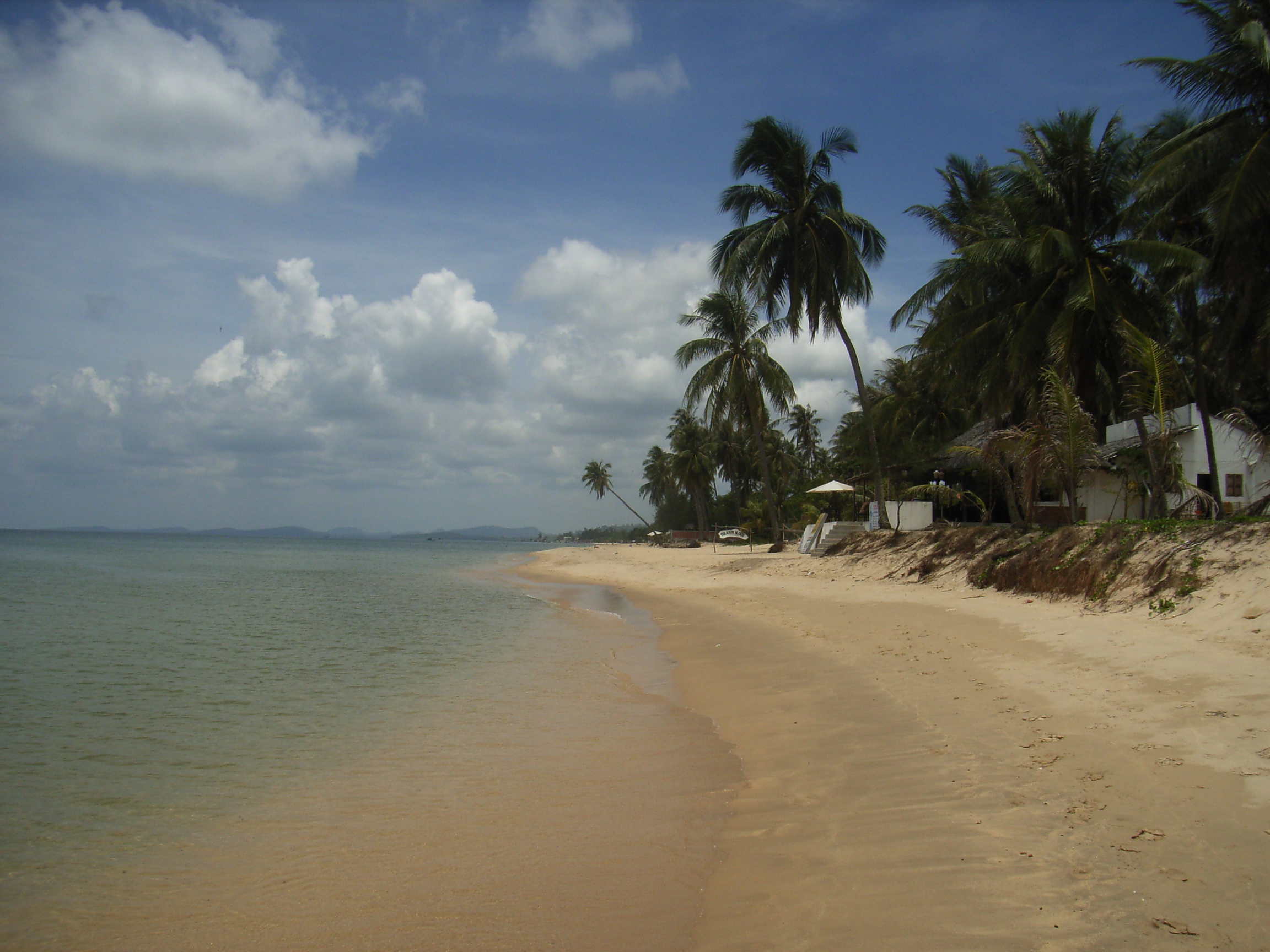
Strand südlich des Hauptortes Duong Dong
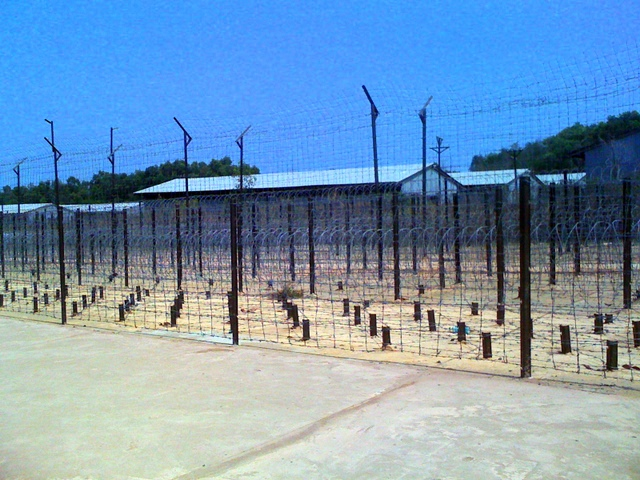
Gefängnisanlage „Coconut Tree Prison“
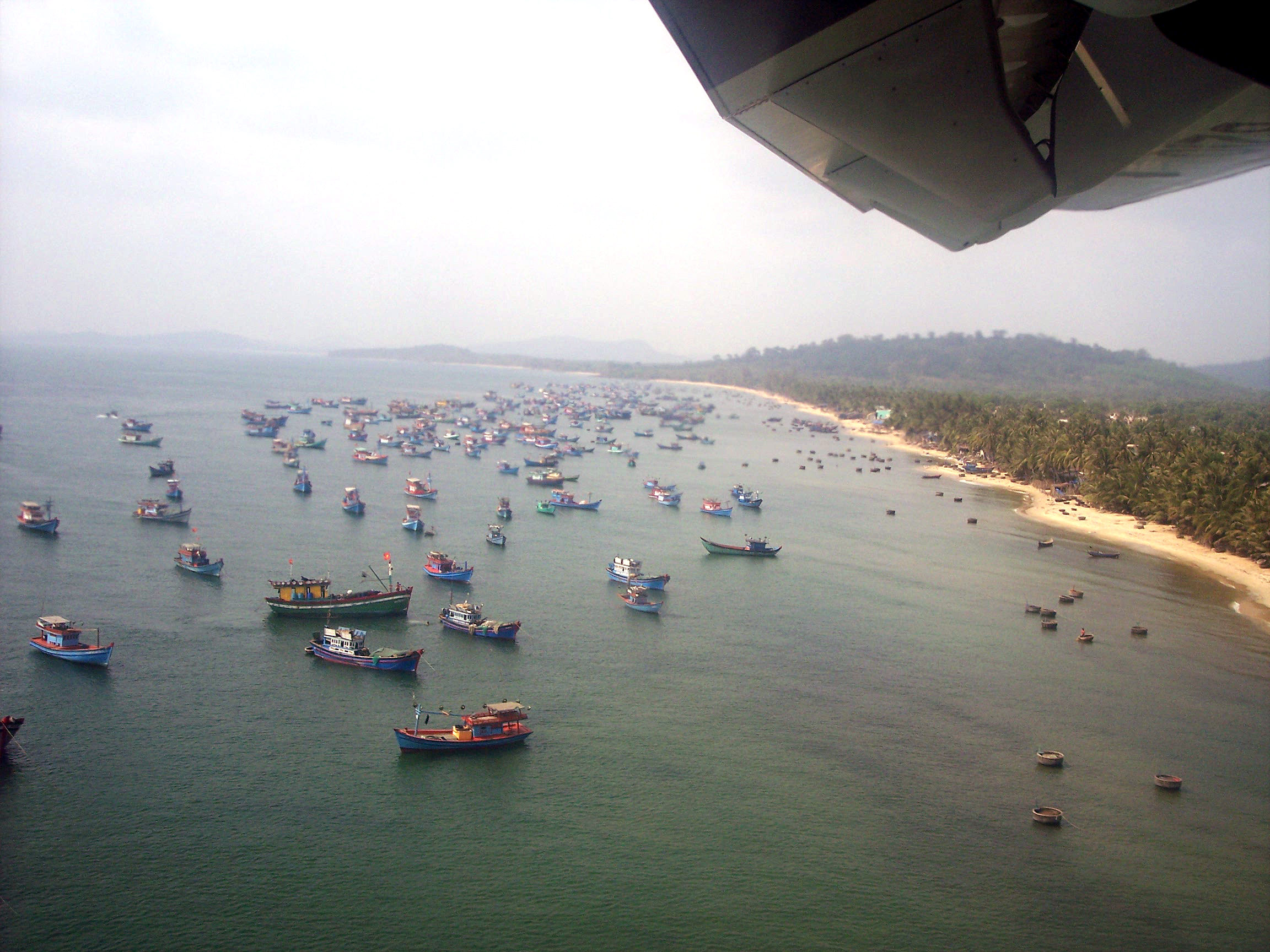
Anflug auf Phu Quoc
Das Straßennetz auf Phu Quoc besteht meist aus Sandpisten
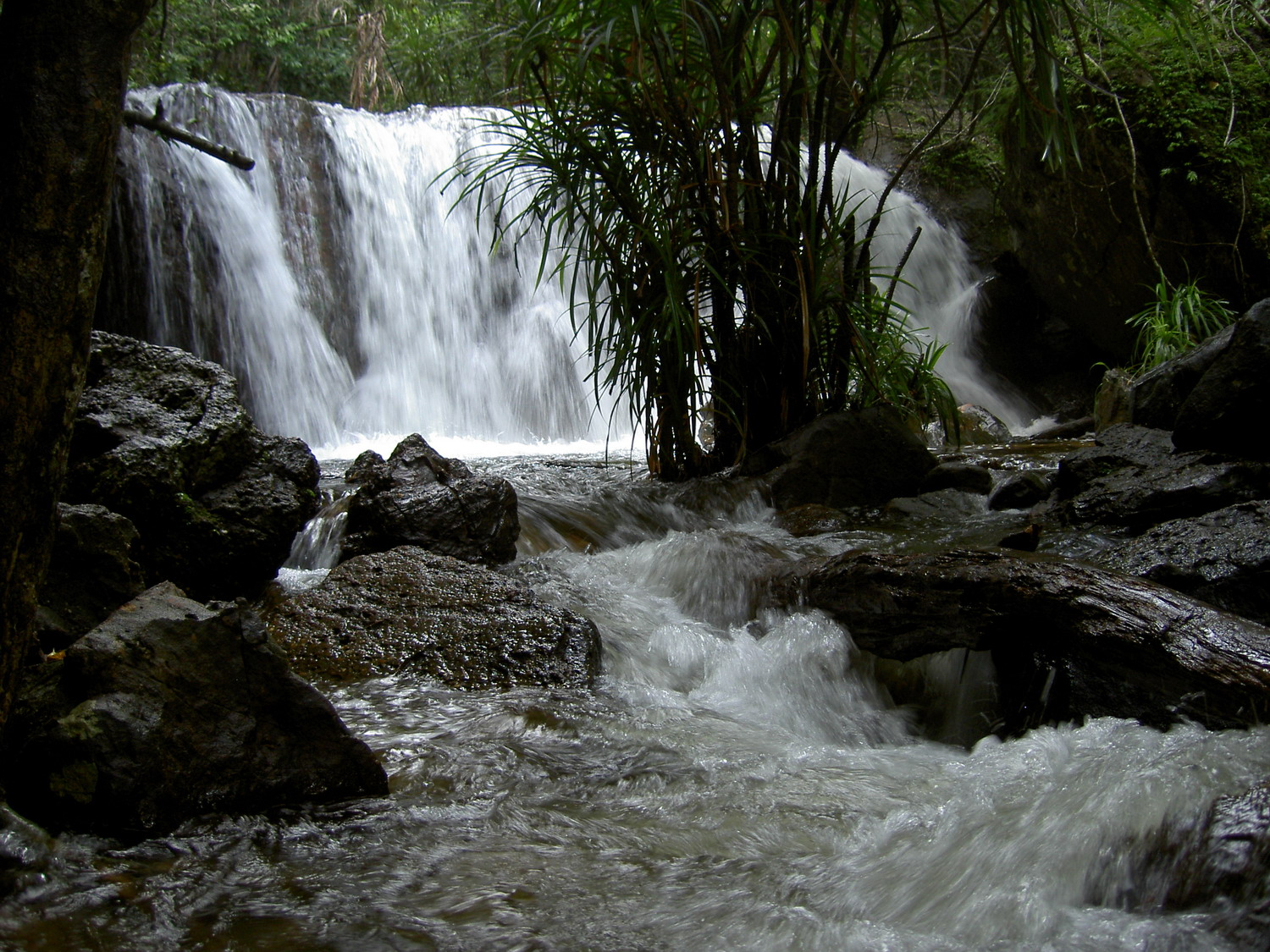
Suối Tranh